# Clarince Djaldi-Tabdi
Clarince Djaldi-Tabdi (Bordeaux, 6 dicembre 1995) è una cestista francese.

## Carriera
Con la Francia 3x3 ha vinto la medaglia d'oro ai Giochi europei del 2019.